# Bataille de Naissus
 (octobre 2007).
Si vous disposez d'ouvrages ou d'articles de référence ou si vous connaissez des sites web de qualité traitant du thème abordé ici, merci de compléter l'article en donnant les références utiles à sa vérifiabilité et en les liant à la section « Notes et références ».
Guerre entre les Romains et les Goths
La bataille de Naissus se déroula en 268 ou 269 entre les armées goths et les légions romaines menées par l'empereur Gallien et les futurs empereurs Claude, le commandant en chef, et Aurélien, le chef de la cavalerie.

## Contexte
La bataille de Naissus fut consécutive à l'invasion massive de l’Empire romain par les Goths vers la fin de l'année 267 et les premiers mois de 268. Les Goths traversèrent le Danube et déferlèrent sur les provinces romaines de Mésie et de Pannonie, où ils pillèrent et mirent à sac plusieurs villes. Beaucoup craignaient qu'ils se dirigent ensuite vers Rome.
Gallien remporta une importante victoire contre les Goths au printemps, probablement en avril. Cependant, les Romains avaient été affaiblis par des décennies de luttes intestines et de rébellions et ne furent pas capables d'expulser les Goths de leurs provinces. Les Goths continuèrent à piller durant l'été jusqu'à ce que Gallien mène une seconde expédition au début de l'automne.

## Bataille
Gallien mena un comitatus, une armée très mobile composée principalement d'unités de cavalerie. Le comitatus était probablement composé de prétoriens et de vexillationes des légions suivantes :
- II Parthica
- I Minervia
- XXX Ulpia Victrix
- VIII Augusta
- XXII Primigenia
- I, II et III Italica
- X, XIII et XIV Gemina
- I et II Adiutrix
- IV Flavia Felix
- VII et XI Claudia
- V Macedonica

Au début de la bataille, une unité de cavalerie romaine dalmate défit un millier de cavaliers goths. Les Goths, qui avaient l'avantage du nombre, repoussèrent les Romains, malgré une forte résistance. L'armée romaine ne rompit pas et contre-attaqua, avec l'aide d'escadrons de cavalerie dirigés par Aurélien qui défirent la cavalerie lourde gothe et prirent les arrières goths par surprise. Les Goths furent obligés de faire retraite en direction de leur camp fortifié, mais la cavalerie romaine prit d'assaut le camp. Dans la mêlée qui s'ensuivit, entre 30 000  et   50 000 Goths furent tués ou blessés et des milliers d'autres faits prisonniers. Un grand nombre de prisonniers choisirent de rejoindre l'armée romaine et servirent par la suite durant les campagnes suivantes de Claude et d'Aurélien. Cependant, Gallien ne parvint pas à détruire complètement les Goths car il fut obligé de retourner en Italie (peut-être en raison de la révolte d'Aureolus). Les Goths brisèrent le siège et parvinrent à quitter l’Empire romain au prix de fortes pertes.

## Deux batailles?
Il existe un doute sur le chef de l'armée romaine durant la bataille. En effet, Gallien mourut à peu près à cette époque et Claude, plus connu sous le nom de Claude le Gothique ("vainqueur des Goths") reçut les honneurs consécutifs à la bataille de la part du Sénat romain. Gallien était très certainement vivant et présent à la bataille, mais il apparaît que Claude et plus particulièrement Aurélien jouèrent les rôles les plus importants. 
L'hypothèse la plus vraisemblable est qu'il y eut en réalité deux batailles, soit au même endroit, soit en deux lieux différents mais aux noms proches (Naissus et Nessos), expliquant la possible confusion des sources qui dans l'ensemble en reportent toute la gloire sur Claude II. La première bataille aurait eu lieu fin 267 ou début 268 et fut une grande victoire de Gallien avec sous ses ordres Claude et Aurélien, toutefois incomplète peut-être parce que Gallien dut repartir au plus vite à Milan contre l'usurpation de son général Auréolus. La deuxième bataille aurait eu lieu fin 268-début 269 sous les ordres de Claude désormais empereur.

## Conséquences
Cette défaite, combinée à celle d'avril de la même année, anéantit la puissance militaire des Goths. Certains restèrent sur le territoire romain jusqu'en 271, quand Aurélien força les derniers à retraverser le Danube, mais ils n'étaient déjà plus une menace pour Rome et son empire. Un siècle passera avant que les Goths ne mettent à nouveau l'Empire romain en danger.